# Christiane Eberhardine von Brandenburg-Bayreuth

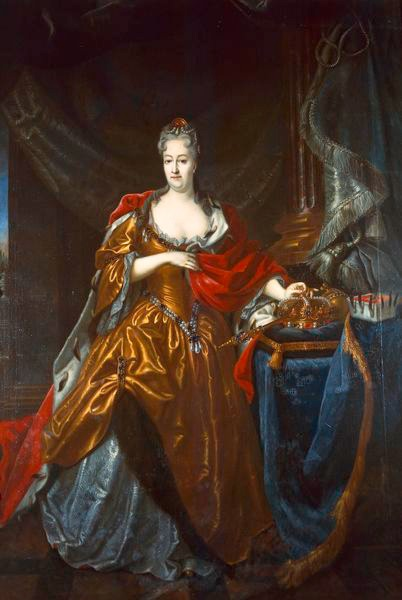
Christiane Eberhardine von Brandenburg-Bayreuth

Christiane Eberhardine von Brandenburg-Bayreuth (* 29. Dezember 1671 in Bayreuth; † 4. September 1727 in Pretzsch (Elbe)) war Prinzessin von Brandenburg-Bayreuth und als Ehefrau von August dem Starken Kurfürstin von Sachsen und ab 1697 Titularkönigin von Polen. Anders als ihr Mann trat sie nicht zum Katholizismus über, sondern blieb ihrem lutherischen Glauben treu.

## Biografie

### Verhandlungen Dresden-Bayreuth
Ab 1690 führte der sächsische Kurfürst Johann Georg III. Verhandlungen mit den Eltern der brandenburgischen Prinzessin Christiane Eberhardine wegen einer Heirat seines zweiten Sohnes Friedrich August. Die Prinzessin stammte aus einer Seitenlinie der Hohenzollern und war über Magdalena Sibylle von Brandenburg-Bayreuth, die Mutter Johann Georgs III., mit den Wettinern verwandt. Als Schwester des Markgrafen Erdmann August von Brandenburg-Bayreuth, des Großvaters der Braut, war diese gleichzeitig Großmutter des Bräutigams. Die Brautleute waren somit Cousin und Cousine 2. Grades. Der sächsische Kurfürst und später dessen Nachfolger Johann Georg IV., der ältere Bruder des Bräutigams, wünschten eine Stärkung der Position Sachsens und suchten Verbündete, um die Bande zwischen den Wettinern und Hohenzollern zu festigen.
Der Brautvater, der regierende Markgraf Christian Ernst von Brandenburg-Bayreuth, zögerte eine Antwort hinaus, weil er und insbesondere die Mutter der Prinzessin, Sophie Luise von Württemberg, Vorbehalte gegen den Bewerber hatten. Mit dem fragwürdigen Ruf eines flatterhaften Lebemanns war Friedrich August kein allzu würdiger Bewerber. Seine vier Briefe blieben unbeantwortet. Erst als die Verhandlungen der Eltern mit zwei für sie attraktiveren Kandidaten scheiterten, hatte der Wettiner eine Chance. Der Wunsch nach einer standesgemäßen Versorgung der inzwischen 21-jährigen Tochter – im für damalige Vorstellungen fortgeschrittenen Alter – gewann die Oberhand: Am 27. November 1692 erklärte Markgraf Christian Ernst schließlich sein Einverständnis zum Ehebündnis.

### Hochzeit in Bayreuth und kurze Zeit in Dresden
Die Trauung des Paares fand am 20. Januar 1693 in Bayreuth, der Heimatstadt der Braut statt. Über die vier Wochen dauernden Festlichkeiten wurde wenig berichtet. Ein Libretto (Operntextbuch) von Antonio di Nepita in der Landesbibliothek Dresden gehört zu den raren Erinnerungsstücken. Es zeigt, dass sich am Brandenburgisch-Bayreuthischen Hof der Braut die Italienische Oper und das Französische Ballett etabliert hatten: Zu den drei italienisch gesungenen Akten wurden Prolog und Zwischenballette gegeben.
Nach den Festlichkeiten reisten die Jungvermählten nach Dresden. Wenige Wochen später nahm Friedrich August zusammen mit seinem Bruder an einem Waffengang gegen Ratzeburg teil, seine Frau blieb alleine zurück. Kurz nach seiner Rückkehr zog es ihn in der Fastenzeit zum Karneval nach Venedig, welche Reise er nach Rom und Neapel ausdehnte, das sprach nicht für seine Treue. Am 11. Februar 1694 schrieb die einsame und unglückliche Christiane Eberhardine von ihrer Hoffnung auf ein glücklicheres Eheleben und ihrer Sorge um seine Gesundheit an ihre Mutter einen Brief, in dem ihre Verliebtheit zu ihrem Gemahl zu spüren ist:
„Der Hertzog würd stüntlich erwartet und verlanget mich gar ser, ihm wider hir zu wißen. Er ist alle zeit gesunt geweßen. Die lustparkeiten aber zu Venisse sollen gar Schlegt geweßen seyn, als glaube, es würd ihm wohl gereuen diese reise gethan zu haben, welche ich wünsche, so verbleibt er ein anter mahl bey mir.“
Nachdem sein älterer, regierender Bruder an den Pocken verstorben war, folgte ihm Friedrich August auf den Thron. Im vierten Ehejahr gebar Christiane Eberhardine am 17. Oktober 1696 in Dresden den Kurprinzen Friedrich August. Anlässlich dieser Geburt des Thronfolgers schenkte ihr der Kurfürst das Schloss Pretzsch an der Elbe. Im selben Monat gebar die Mätresse Augusts Aurora von Königsmarck ebenfalls einen Sohn. Christiane Eberhardine, die ihre dynastische Pflicht erfüllt hatte, zog sich bald vom Hofleben in ihr Schloss nach Pretzsch zurück.

### Karriere und Glaubenswechsel des Ehemanns

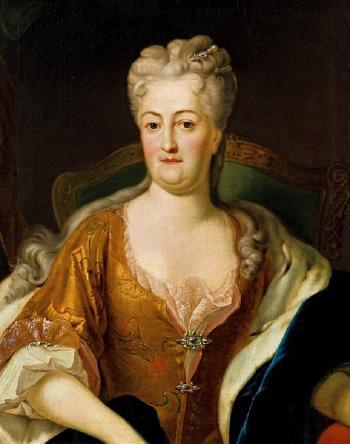
Königin-Kurfürstin Christiane Eberhardine

Friedrich August kämpfte bald darauf um die polnische Krone und konvertierte am 2. Juni 1697 zum Katholizismus, wonach er schließlich als polnischer König im September 1697 gekrönt wurde. Die Gemahlin Christiane Eberhardine konvertierte nicht und betrat niemals polnischen Boden. Wegen ihres Widerstandes gegen die Pläne ihres Ehemanns, des Kurfürsten und polnischen Königs, wurden die mütterlichen Obhutsrechte über ihren Sohn, den Erbprinzen, beschnitten. Die Erziehung des jungen Thronfolgers wurde damit ihrer Schwiegermutter Anna Sophie anvertraut, die sich dann ebenfalls vergeblich um eine Bestärkung des Enkels im evangelischen Glauben bemühte. Mit ihr verstand sich Christiane Eberhardine gut. Die Schwiegermutter lebte, gemeinsam mit ihrer Schwester Wilhelmine Ernestine von der Pfalz, nur einige Kilometer elbeaufwärts auf Schloss Lichtenburg.
Die räumliche Trennung vertiefte die eheliche Entfremdung zum Kurfürsten und führte zu einer Kluft zum einzigen Sohn. Dessen Übertritt zum Katholizismus im jugendlichen Alter wurde von seinem Vater veranlasst und belastete Christiane Eberhardines Muttersein. Nicht Augusts Mätressen waren die Ursache ihres Hauptkummers, sondern der Konfessionswechsel ihres Gatten und ihres Sohnes. Sie widmete sich in der Einsamkeit von Pretzsch den Werken der Nächstenliebe und einem asketischen Dasein, um zu sühnen, was sie als Unrecht ihres Hauses ansah. Im Volk erhielt Christiane Eberhardine den Beinamen „die Betsäule Sachsens“, von Protestanten als Ehren- und von Katholiken als Spottnamen. So ließ sie aus Angst vor einer Rekatholisierung der Sachsen protestantische Gebetbücher drucken und kostenlos verteilen. Ihren evangelischen Untertanen schien sie eine Bewahrerin des lutherischen Glaubens zu sein.

### Zeit in Pretzsch

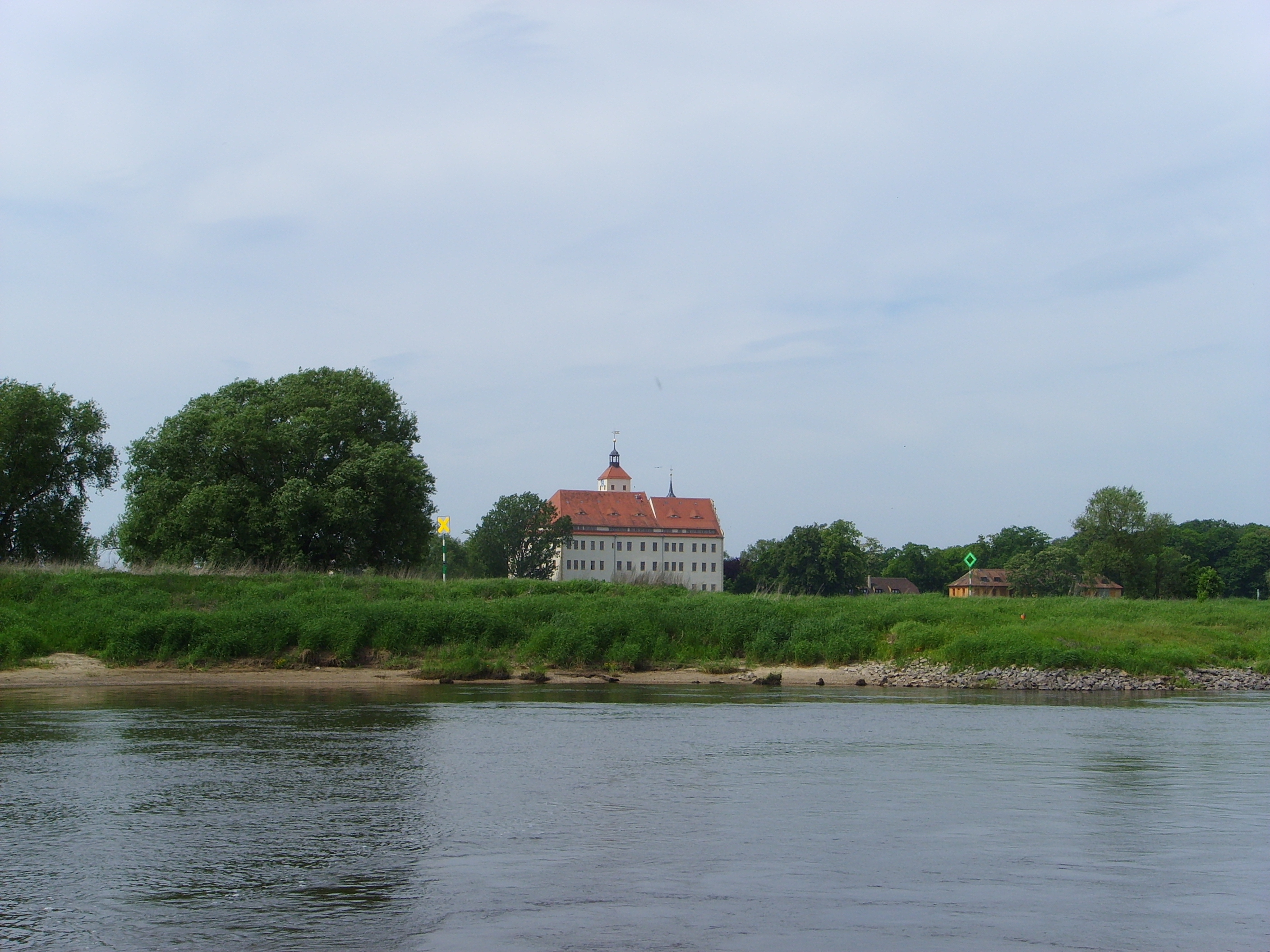
Schloss Pretzsch an der Elbe

Christiane Eberhardine lebte vorzugsweise auf Schloss Pretzsch an der Elbe, zeitweise wechselte sie auf das Schloss Hartenfels in Torgau. Sie nahm nur gelegentlich an bestimmten Anlässen und Festlichkeiten am Dresdner Hof teil. Ihre Heimatstadt Bayreuth besuchte sie oft, wo ihr zu Ehren Opern gegeben wurden. In ihrem freiwilligen Exil entfaltete sie nach dem Vorbild des kurfürstlichen Hofes ein beachtliches kulturelles Leben, während in Dresden die Mätressen ihres Mannes ihre Rolle einnahmen. Sie hielt sich den Kammermusikus und maitre de musique Stephan Jänichen, der nur ein Jahr vor ihr starb. Auch werden im Zusammenhang mit Musik als Gäste aus Bayreuth in Pretzsch die Komponisten Georg Heinrich Bümler (1669–1745) und Conrad Friedrich Hurlebusch (1691–1765) genannt. Über Christiane Eberhardines zahlreiche weitere Musiker und musikalische Organisationen berichtet ausführlich Silke Herz. Der Musikwissenschaftler Michael Maul erwägt in seiner Geschichte der Barockoper in Leipzig, ob nicht Eberhardine „die eigentliche Vermittlerin für die Exporte der Leipziger Opern nach Bayreuth gewesen sein“ könnte; eine Untersuchung der möglichen Zusammenhänge stehe noch aus.
Neben der Musik an ihrem Hof in Pretzsch lag ihr besonders das Schicksal von Waisenkindern am Herzen. Auch wirtschaftlich betätigte sie sich, indem sie 1697 die von Constantin Fremel gegründete Glashütte in Pretzsch übernahm.
1719 stiftete sie für die adligen Damen und Herren ihres Hofes den Orden der Treue. Das Ordenszeichen war ein goldenes grün emailliertes Kleeblatt an einer goldenen Kette.
Vereinsamt starb Christiane Eberhardine von Brandenburg-Bayreuth im Alter von 55 Jahren und wurde am 6. September 1727 in der Stadtkirche St. Nikolaus zu Pretzsch beigesetzt. Weder ihr Ehemann noch ihr Sohn erschienen zu ihrer Beisetzung.
Zu der von Hans Carl von Kirchbach organisierten Leipziger Trauerfeier komponierte Johann Sebastian Bach die so genannte Trauerode („Laß, Fürstin, laß noch einen Strahl“, BWV 198) auf einen Text von Johann Christoph Gottsched, die am 17. Oktober 1727 in der Paulinerkirche aufgeführt wurde.